# Capparis yco
Capparis yco là một loài thực vật có hoa trong họ Capparaceae. Loài này được Mart. mô tả khoa học đầu tiên năm 1828.